# امی کولیگادو
اِمی کولیگادو (انگلیسی: Emy Coligado؛ ۵ ژوئن ۱۹۷۱ – ) یک هنرپیشه اهل ایالات متحده آمریکا بود. وی از سال ۲۰۰۰ میلادی تاکنون مشغول فعالیت بوده‌است.
از فیلم‌ها یا برنامه‌های تلویزیونی که وی در آن نقش داشته است می‌توان به سه کله‌پوک و دنیای مالکوم اشاره کرد.